# Don Beauman
Pour l’article homonyme, voir Beauman.
Don Beauman, né le 26 juillet 1928 à Farnborough (Hampshire) et mort le 9 juillet 1955 à Rathnew (Irlande), est un ancien pilote automobile anglais.

## Historique
Il a commencé le sport automobile par la formule 3, au volant d'une Cooper à moteur JAP, avant de s'illustrer en catégorie Sport sur une Riley rachetée à son ami Mike Hawthorn. En 1954, remarqué par les dirigeants de Connaught, il est intégré à l'équipe officielle, participant aux épreuves nationales. Cette année-là, il dispute le Grand Prix de Grande-Bretagne, comptant pour le championnat du monde grâce au soutien de Sir Jeremy Boles. L'année suivante, courant toujours sur Connaught, il se tue en course lors du Leinster Trophy.

## Résultats en championnat du monde de Formule 1
| Saison | Écurie           | Châssis     | Moteur                 | Pneus  | GP disputé      | Résultat | Classement |
| ------ | ---------------- | ----------- | ---------------------- | ------ | --------------- | -------- | ---------- |
| 1954   | Sir Jeremy Boles | Connaught A | Lea Francis 4 en ligne | Dunlop | Grande-Bretagne | 13e      | n.c.       |

## Résultats aux 24 heures du Mans
| Année | Écurie          | Châssis       | Coéquipiers  | Résultats |
| ----- | --------------- | ------------- | ------------ | --------- |
| 1955  | Jaguar Cars Ltd | Jaguar Type D | Norman Dewis | Abandon   |